# Mikaël Serre
Mikaël Serre est un metteur en scène, acteur et traducteur franco-allemand.

## Formation
Ancien élève des Beaux-Arts de Saint-Étienne, Mikaël Serre débute comme photographe et graphiste parallèlement à ses études. Il publie dans le Süddeutsche Zeitung, la revue Europe, Tanz Theater Wuppertal...
C’est en Russie qu’il se forme à la mise en scène avant de rejoindre l’école internationale de Théâtre Jacques Lecoq. Il continue sa formation comme dramaturge avec Peter Schroth au Badisches Staatstheater Karlsruhe et est lauréat des masterclass du Festival de Salzbourg (Salzburger Festspiele), auxquels il prend part en 2002.
En 2002, il fonde la compagnie Théâtre Bathyscaphe, puis en 2019 le collectif Fluide Ensemble.

## Biographie
Avec le soutien de la Rose des vents et de La Ferme du Buisson, il réalise ses premières mises en scène en choisissant des textes d’auteurs contemporains ou une écriture de plateau. Il traduit pour L'Arche Éditeur, Cible Mouvante de Marius von Mayenburg et T’as bougé, requiem pour un enfant sage de Franz Xaver Kroetz avec Pascal Paul-Harang.  De 2004 à 2009 il a été artiste associé à La Ferme du Buisson scène Nationale de Marne la Vallée sous la direction de José-Manuel Gonçalvès et Artiste Associé à La Rose des Vents, Scène Nationale Lille Métropole sous la direction de Didier Thibault. En 2009 l’Académie de Berlin lui octroie la bourse Voltaire, soutenue par Ulrich Wickert et la Alfred Toepfer Stiftung FVS. Son parcours l’emmène à travailler avec différents artistes, Jens Hillje, Elina Löwensohn,Marius von Mayenburg, Sam Louwyck,Hanna Schygulla, Olivia Ruiz, Abou Lagraa,Anouk Aïata,Samir Akika, Germaine Acogny, Marijke Pinoy, Servane Ducorps, Sylvain Jacques, Nils Ostendorf, Sebastien Dupouey, Nina Wetzel,Bertrand Belin, Falk Richter, Anne-Elodie Sorlin…  En 2010 Ludovic Lagarde l’invite à rejoindre le collectif artistique de La Comédie de Reims. Entre 2010 et 2013 il est coordinateur théâtre du Centre national des arts du cirque. Artiste polyvalent, il est aussi performeur et vidéaste dans ses propres créations.

## Mises en scène[3]
- 2002 : Visage de feu de Marius von Mayenburg, Teo Otto Theater, La Comédie de Saint-Étienne, Théâtre Le Colombier, International Theater Festival, Moscou
- 2003 : Protocoles de rêves, collaboration avec Alicia Bustamante de et avec Hanna Schygulla, Temps d'Images, Teatro di Roma, La Ferme du Buisson. Gran Teatro Falla Cadix
- 2004 : Globalost Sunday, Chorégraphie : Samir Akika, Dramaturgie : Mikaël Serre, Pina Bausch Festival, PACT Zollverein, Tanzhaus NRW (de), Tanztheater Wuppertal
- 2004 : Parasites de Marius von Mayenburg Théâtre Bathyscaphe, La Rose des Vents. Parc de la Villette, La Ferme du Buisson, Théâtre Le Colombier
- 2005 : Loca Mierda, Chorégraphie : Samir Akika, Dramaturgie : Mikaël Serre, Compañia Danza Contemporanea de Cuba, Festival Temps d'images, Tanzhaus NRW
- 2006 : Ho il me regarde, il m’a sauté dessus. Tu crois qu’il m’aime ? Maintenant j’ai la main grasse, La Rose des Vents, La Ferme du Buisson
- 2006 : L'Enfant froid de Marius von Mayenburg, Théâtre Bathyscaphe, La Rose des Vents, La Ferme du Buisson, Théâtre de la Bastille, Festival Perspectives[4],[5]
- 2008 : HHH d'Anna Nicole Smith. La rose des vents
- 2008 : Le Village de Kufur Shama de François Abou Salem, Schaubühne, Berlin Festival FIND 08
- 2008 : T'as bougé, requiem pour un enfant sage, de Franz Xaver Kroetz, La Rose des vents, Next Festival
- 2009 : Cible mouvante de Marius von Mayenburg. La rose des vents, La Condition Publique, Festival Perspectives[6]
- 2009 : L'Étranger d'Albert Camus, Maxim Gorki Theater Berlin[7]
- 2011 : Femme non rééducable de Stefano Massini, Actoral festival, Montevideo Marseille avec Anne-Claude Goustiaux, Marijke Pinoy
- 2011 : La Mouette d'Anton Tchekhov. Comédie de Reims, Nouveau Théâtre de Montreuil, La Rose des vents, Next Festival[8]
- 2012 : L'Impasse, I Am What I Am[9], d’après Concert à La carte de Franz Xaver Kroetz, Comédie de Reims, Schaubühne, La Rose des vents
- 2013 : Les Enfants du soleil de Maxime Gorki, Comédie de Reims, La Rose des vents, La Ferme du Buisson, Théâtre Vidy Lausanne, Le Monfort
- 2014 : The Rise Of Glory, Théâtre Maxime-Gorki, Berlin
- 2015: “ A un endroit du début, avec Germaine Acogny, Grand Théâtre de Luxembourg, La Ferme du Buisson, Théâtre de la Ville, Impulstanz, Biennale de Venise. (2021), Festival international de théâtre de Santiago a Mil (es), ImPulsTanz, Vienne ... Tournée
- 2015 : Je suis Jeanne d'Arc d'après La pucelle d'Orléans de F. Schiller, Théâtre Maxime-Gorki, Berlin. Théâtre national de Mannheim (en)
- 2016 : Le Cantique des Cantiques, Chorégraphie : Abou Lagraa, traduction : Olivier Cadiot, Maison de la Danse, Lyon, Théâtre national de Chaillot
- 2017 : Les Contes d'Hoffmann de Jacques Offenbach, Opéra de Dijon
- 2018 : Trois Ombres de Cyril Pedrosa, avec Elina Lowensohn, Bertrand Belin, Festival Pulp, La Ferme du Buisson
- 2019 : La Bohème de Giacomo Puccini, Théâtre de Trèves (de)
- 2020 : Les Brigands de Friedrich von Schiller, Maison des arts et de la culture de Créteil, Théâtre des 13 vents, Le Monfort
- 2020 : Offenbach Report Création, Opéra national de Lorraine
- 2021 : Dialaw Project 1 , création, Toubab Dialo, École des sables, Sénégal
- 2021 : M. in China. de Constance de Saint-Remy. Parcours Commun, Théâtre du Nord, Ecole du Nord
- 2022 : Ariane et Barbe Bleue. Opéra de Paul Dukas/Maurice Maeterlinck. Opéra National de Lorraine, Nancy
- 2022 : The Rake's Progress. Opéra d'Igor Stravinsky, Theater Trier (de)
- 2022-2023: “Dialaw Project”, création, Toubab Dialaw, École des Sables, (Sénégal),  Le Monfort , Festival Africologne, Festival Perspectives, Théâtre de la ville Paris, Théâtre des 13 vents, Grand Théâtre Luxembourg
- 2023-2024: “Xynthia, l’odyssée de l’eau” Opéra de Reims, Opéra de Metz, Théâtre Silvia Monfort, Clermont Opéra
- 2025 : ANTI, avec Brian Ca. Création Danse/Théâtre,  Grands Théâtre Luxembourg, Théâtre d'Esch

## Comédien
- 1995 : Assistant à la mise en scène, Dom Juan de Molière. Teo Otto Theater
- 1996 : Assistant à la m.e.s, L'École des femmes de Molière Théâtre Académique d´Etat Nijni-Novgorod
- 1997 : Sur la grande route de la soie, M.e.s Bakhodir Yuldashev, Teatr Abrora Khidoyatova
- 1997 : Assistant à la m.e.s et scénographe, Tartuffe de Molière, Teatr Abrora Khidoyatova
- 2000 : Il regno, m.e.s Paola lo Scuito Teatro Vascello
- 2000 : Les Estivants de Maxime Gorki m.e.s Christiane Pohle (de), Schauspielhaus Zürich, Kampnagel (de), Hamburg
- 2001 : La Trahison orale de Mauricio Kagel, m.e.s Rainer Baumapfel, Theater Bremen
- 2009 : Oui dit le très jeune homme, Gertrude Stein, M.e.s Ludovic Lagarde, Comédie de Reims, Centre dramatique National d’Orléans
- 2014 : The Rise Of Glory, Maxim Gorki Theater, Berlin

## Traductions
- 2007 : Cible mouvante de Marius von Mayenburg, L’Arche, éditeur
- 2008 : T’as bougé, requiem pour un enfant sage de Franz Xaver Kroetz, L'Arche, éditeur
- 2017 : Einige Nachrichten von das All, de Wolfram Lotz, L'Arche, éditeur